# 이홍우
이홍우(李泓雨, 1949년 3월 5일 ~ 2022년 12월 24일)는 대한민국의 만화가이다. 대표작으로 동아일보에 1980년부터 2007년까지 연재한 《나대로 선생》이 있다.

## 학력
- 서라벌고등학교 (졸업)
- 서라벌예술대학 회화과(졸업)
- 동국대학교 정보산업대학원(졸업)

## 생애
부산광역시 출신으로 중학교 때 국제신문에 독자만화 원고를 게재하며 데뷔하였다. 서라벌고등학교와 서라벌예술대학 회화과를 거쳐, 동국대학교 정보산업대학원을 졸업했다.
1969년 중도일보 기자로 언론계에 입문한 뒤 《두루미》를 연재하였으며, 1973년부터 1980년 11월까지 전남일보 《미나리 여사》를 거쳐 1980년 11월 12일부터 동아일보에 《나대로 선생》을 정식 연재하였다. 1980년 5월 광주민주화운동에 대한 만평을 그렸다. 한국시사만화가협회의 회장을 맡았다. 2007년 12월 27일 연재를 중단한 뒤, 제18대 총선 부산진구 갑 후보로 출마하려고 했으나 한나라당 공천에서 탈락하였다.
2022년 9월 코로나19 확진을 받은 뒤에 합병증으로 장기간 입원해 치료를 받다가, 2022년 12월 24일 투병 끝에 사망하였다.

## 작품 목록
- 《나대로 선생》
- 《오리밭》
- 《미스앵두》
- 《미나리 여사》
- 《두루미》

## 저서
- 《나대로 간다》(2007년) ISBN 9788970905990
- 《재롱이 만화일기》(1996년) ISBN 8939505484
- 《문민아 너 어디로 가니》(1995년) ISBN 8981280029